# Badminton ai XXII Giochi del Commonwealth
Le competizioni di badminton ai XXII Giochi del Commonwealth si sono svolte dal 29 luglio all'8 agosto 2023.

## Podi

### Maschile
| Evento      | Oro                                   | Argento             | Bronzo                  |
| Individuale | Lakshya Sen                           | Ng Tze Yong         | Srikanth Kidambi        |
| Doppio      | Satwiksairaj Rankireddy Chirag Shetty | Ben Lane Sean Vendy | Aaron Chia Soh Wooi Yik |

### Femminile
| Evento      | Oro                             | Argento                  | Bronzo                         |
| Individuale | P. V. Sindhu                    | Michelle Li              | Yeo Jia Min                    |
| Doppio      | Pearly Tan Thinaah Muralitharan | Chloe Birch Lauren Smith | Treesa Jolly Gayatri Gopichand |

### Misto
| Evento         | Oro                   | Argento                   | Bronzo                     |
| Doppio         | Terry Hee Tan Wei Han | Marcus Ellis Lauren Smith | Tan Kian Meng Lai Pei Jing |
| Gara a squadre | Malaysia              | India                     | Singapore                  |